# Virtual Console
Virtual Console was Nintendo's downloadplatform voor computerspellen van oudere spelconsoles voor de Wii, Wii U en 3DS. Voor relatief nieuwere spellen die specifiek voor de Wii ontworpen zijn was er het soortgelijke WiiWare.

## Beschrijving
De Virtual Console werd tijdens de introductie omschreven door voormalig directeur Satoru Iwata als de computerspelversie van Apples iTunes Store. Het biedt klassieke spelletjes van oude Nintendo-consoles/handhelds aan, zoals de NES, SNES, Game Boy, Game Boy Color en Nintendo 64, en tevens consoles van voormalige concurrenten zoals de Mega Drive en Master System van Sega, de PC Engine, de SNK, Commodore 64 (alleen in Noord-Amerika en Europa), MSX (alleen in Japan) en de Neo-Geo van NEC. Niet alle spellen zullen worden aangeboden, maar wel de beste. Kosten voor de spelletjes lagen tussen de 5 en 10 euro, of ze konden als bonusspel gratis worden gedownload bij de aankoop van een computerspel.
De gameplay is hetzelfde als de retroversies maar de grafische weergave of framerates kunnen wel verbeterd zijn. Gamers kunnen spellen downloaden die eerder niet in hun regio zijn uitgebracht. Indien technisch mogelijk zullen de spellen tevens online te spelen zijn. De Virtual Console is niet alleen voor retrospelletjes maar ook voor onafhankelijke ontwikkelaars die kleine budgetgames willen maken.

## Aanbod
Satoru Iwata zei in een toespraak op 23 maart 2006 dat Nintendo, Sega en Hudson Soft samenwerkten om de beste games uit te brengen voor de Virtual Console. Hudson zegt dat het tot 100 spelletjes zal uitbrengen en dat hun advocaten de licenties van spellen proberen te verwerven van nu niet meer bestaande bedrijven.

## Besturing
Voor de besturing van Virtual Console spellen zijn 3 soorten controllers beschikbaar. Ten eerste is er de normale Wii-mote, maar ook de GameCube controller of de special ontwikkelde Classic Controller zijn te gebruiken. Hieronder een overzicht welke games met welke controller beschikbaar zijn. Als er achter Wii-mote een uitroepteken tussen haakjes staat, zijn de spellen wel speelbaar op de Wii-mote, maar zijn ze moeilijk te spelen vanwege de plaatsing van de knoppen. (!= let op: het zou kunnen zijn dat sommige spellen wat moeilijker zijn, vanwege de plaats van de knoppen van de Wii-afstandsbediening.
| Platform      | Wii Remote | Classic Controller | GameCube Controller |
| ------------- | ---------- | ------------------ | ------------------- |
| NES           | Ja         | Ja                 | Ja                  |
| SNES          | Nee        | Ja                 | Ja                  |
| Nintendo 64   | Nee        | Ja                 | Ja                  |
| Master System | Ja         | Ja                 | Ja                  |
| Mega Drive    | Meeste     | Ja                 | Ja                  |
| PC Engine     | Ja         | Ja                 | enkele              |
| Neo Geo       | Nee        | Ja                 | Ja                  |
| Commodore 64  | Ja         | Ja                 | Ja                  |
| MSX           | Ja         | Ja                 | Ja                  |

## Opslag van de spellen
De spellen die via de Virtual Console worden gedownload worden opgeslagen op het 512 MB grote flashgeheugen van de Nintendo Wii. Ook opslaan op een externe opslagmogelijkheid via de SD-kaart is mogelijk. Na een update van de Wii console vanaf eind maart is het nu ook mogelijk om spellen op SDHC-kaarten op te slaan. Samen met deze update is het ook mogelijk om spellen gelijk van de kaart af te spelen, in plaats van alleen spellen op de kaart op te slaan. Hiermee wordt voorkomen dat spellen ook op andere Wii-consoles kunnen worden afgespeeld.
Spellen die eenmaal gekocht zijn kunnen opnieuw gedownload worden. Downloads kunnen dus gewist worden en later weer opgehaald worden om flashgeheugen te besparen.

## Prijs
De prijzen van een spel verschillen per console. Een N64-spel kost bijvoorbeeld 2 keer zoveel als een NES-spel. In de tabel hieronder zijn alle prijzen aangegeven.
In Japan krijgt iedereen die een Classic Style Controller koopt, er 5000 punten bij.
1000 punten kosten 10 euro. Deze punten zijn per 2000 te koop in bijna alle speelgoedwinkels. In het Wii-winkelkanaal kunnen zelf punten gekocht worden per 1000, 3000 of 5000. Deze worden met een creditcard betaald.
| Oorspronkelijk formaat                             | Standaardprijs | Meerprijs | Andere prijzen             |
| -------------------------------------------------- | -------------- | --------- | -------------------------- |
| NES                                                | 500            | 600       | 400 (Zuid-Korea)           |
| SNES                                               | 800            | 900       | 600 (Zuid-Korea)           |
| Nintendo 64                                        | 1000           | 1200      | 800 (Zuid-Korea)           |
| Sega Mega Drive                                    | 800            | 900       | 600 (Japan)                |
| PC Engine                                          | 600            | 700       | 800 (Europa/Noord-Amerika) |
| PC Engine Duo                                      | 800            | 900       |                            |
| Neo-Geo                                            | 900            |           |                            |
| Sega Master System/Sega Game Gear                  | 500            | 600       |                            |
| MSX (alleen Japan)                                 | 700            |           |                            |
| Commodore 64 (alleen Noord-Amerika en PAL regio's) | 500            |           |                            |
| Virtual Console Arcade                             | 500            | 1000      | 800 (Japan)                |